# Zator Park Rozrywki
Zator Park Rozrywki – przystanek kolejowy na granicy Zatora i Przeciszowa. Przystanek ma na celu ułatwienie dostępu do kolei, turystom odwiedzającym park rozrywki Energylandia w Zatorze. Budowa przystanku została uwzględniona na liście podstawowej Programu Przystankowego na lata 2021–2025 dla województwa małopolskiego. Przystanek posiada dwa perony wyposażone w wiaty, ławki, oświetlenie i tablice informacyjne.
Otwarcie obiektu zaplanowano pod koniec 2023 roku, jednak ostatecznie przystanek otwarto 11 grudnia 2022 roku. 